# Stars of Jazz
Stars of Jazz war eine auf die Präsentation von Jazzmusik ausgerichtete Sendereihe, die zwischen Juli 1956 und Dezember 1958 vom amerikanischen Fernsehsender ABC ausgestrahlt wurde.
Die jeweils halbstündigen Fernsehsendungen Stars of Jazz wurden montagabends ab 21 Uhr gesendet; es moderierte der Sänger Bobby Troup. Zunächst wurde Troups Sendung, gesponsert von der Brauerei Budweiser, nur auf lokaler Ebene in Kalifornien gesendet (u. a. mit Gästen wie Jack Teagarden, Paul Whiteman, Pete Jolly oder Billie Holiday 1956), bis sie ab Anfang 1958 von ABC bis zum Jahresende landesweit ausgestrahlt wurde.
In der Sendung traten u. a. das Oscar Peterson Trio (mit Herb Ellis und Ray Brown), das Modern Jazz Quartet auf, ansonsten Musiker des West Coast Jazz wie Art Pepper, Shorty Rogers, Bud Shank, Gerald Wiggins, Dave Pell, Don Fagerquist, Marty Paich, Shelly Manne, Buddy DeFranco, Frank Rosolino, Jimmy Giuffre, Jim Hall und Bob Brookmeyer. Des Weiteren wurden in Stars of Jazz Vokalistinnen wie  Chris Connor, June Christy, Irene Kral, Nellie Lutcher, Jeri Southern, Carmen McRae, Peggy King und Julie London präsentiert. Die LP Bobby Troup and his Stars of Jazz (RCA Victor, 1959) enthält keine Musik aus der Fernsehsendung, sondern wurde eigens für das Album aufgenommen.